# Mammillaria eriacantha
Mammillaria eriacantha (укр. Мамілярія шерстистоколючкова, Мамілярія еріаканта) — сукулентна рослина з роду мамілярія (Mammillaria) родини кактусових (Cactaceae).

## Етимологія
Видова назва походить від лат. eriacantha — шерстистоколючкова.

## Морфологічний опис
- Рослини одиночні, зрідка кущаться навколо основи, або внизу стебла, після досягнення 12 см заввишки.

| Орган              | Опис |
| Коріння            | |
| Стебло             | вузьке, циліндричне, 30-50 см заввишки, в діаметрі до 5 см.                                                                         |
| Епідерміс          | |
| Маміли             | конічні, без молочного соку. |
| Ареоли             | |
| Аксили             | голі, або з невеликою кількістю пуху в зоні цвітіння, де буває густа біла шерсть.                                                   |
| Центральні колючки | 2, золотисто-жовті, трохи покриті пушком, більш-менш однакові, приблизно 8-10 мм завдовжки.                                         |
| Радіальні колючки  | 20-24, щетино-подібні, або явно голчасті, блідо-золотисто-жовті, стебло ніби покритий волосками, завдовжки 4-5 мм.                  |
| Квіти              | маленькі, зеленувато-жовті, які виростають трохи вище центральних колючок, майже зовсім не помітні, в діаметрі 12-14 мм, або менше. |
| Бутони             | |
| Зовнішні пелюстки  | |
| Внутрішні пелюстки | |
| Тичинки            | |
| Маточка            | |
| Плоди              | червонувато-пурпурові, з опису Ханта багрянисті, у Реппенхагена — яскраво-червоні.                                                  |
| Насіння            | коричневе. |

## Ареал
Ареал зростання — Мексика, штат Веракрус. Дуже примітний, індивідуальний вид, без явних родинних відносин і ізольований географічно від інших членів серії Polyacanthae.

## Екологія
Цей кактус росте в тропічному листяному лісі, дубовому лісі на висоті від 250 до 850 метрів над рівнем моря. Популяції ростуть переважно на застиглих лавових потоках і скелях.

## Утримання в культурі
У культурі росте повільно, утворюючи поодинокі, вузькі, прямостоячі стебла, рідко досягаючи розміру природних екземплярів 50 см заввишки. Може переносити температури нижче 5 °C.

## Охоронні заходи
Mammillaria eriacantha входить до Червоного Списку Міжнародного Союзу Охорони Природи уразливих видів (VU).
Цей вид має обмежений, сильно фрагментований ареал, площею менше 13 000 км². Чисельність рослин в субпопуляціях має триваюче зниження в результаті змін в землекористуванні для сільського господарства і пожеж, також деякі субпопуляції перебувають в густонаселеному районі і, швидше за все, будуть порушені. Первісна рослинність місць зростання замінюється плантаціями цукрової тростини, чайоту, манго і кави.
Рослини цього виду не знайдені в жодній з природоохоронних територій.
Охороняється Конвенцією про міжнародну торгівлю видами дикої фауни і флори, що перебувають під загрозою зникнення (CITES).